# ト゚
是用於阿伊努語或中文轉寫的假名之一，用以表示阿伊努語或中文音節中的/tu/。在現代假名遣中通常以表示，因此並不是常用的表音方法。
由於Unicode沒有直接收錄，因此只能由假名（U+3068）和附加型的半濁音符（U+309A）合成。